# Sacobsa
Sacobsa es un centro poblado y urbanización peruana ubicada en el distrito de Pariñas, perteneciente a la provincia de Talara del departamento de Piura, al norte del Perú. En el 2017 tenía una población de 1651 habitantes.